# Sarauer Kirche

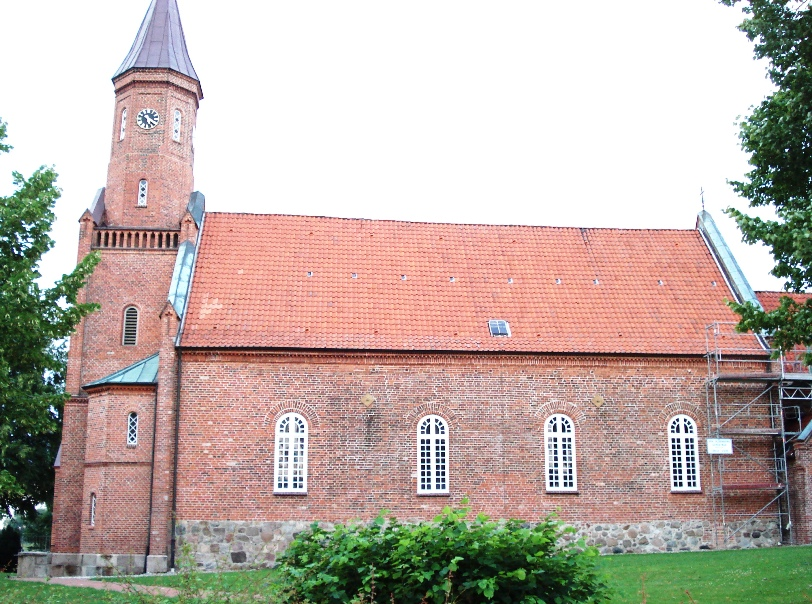
Die Sarauer Kirche (von Süden gesehen)

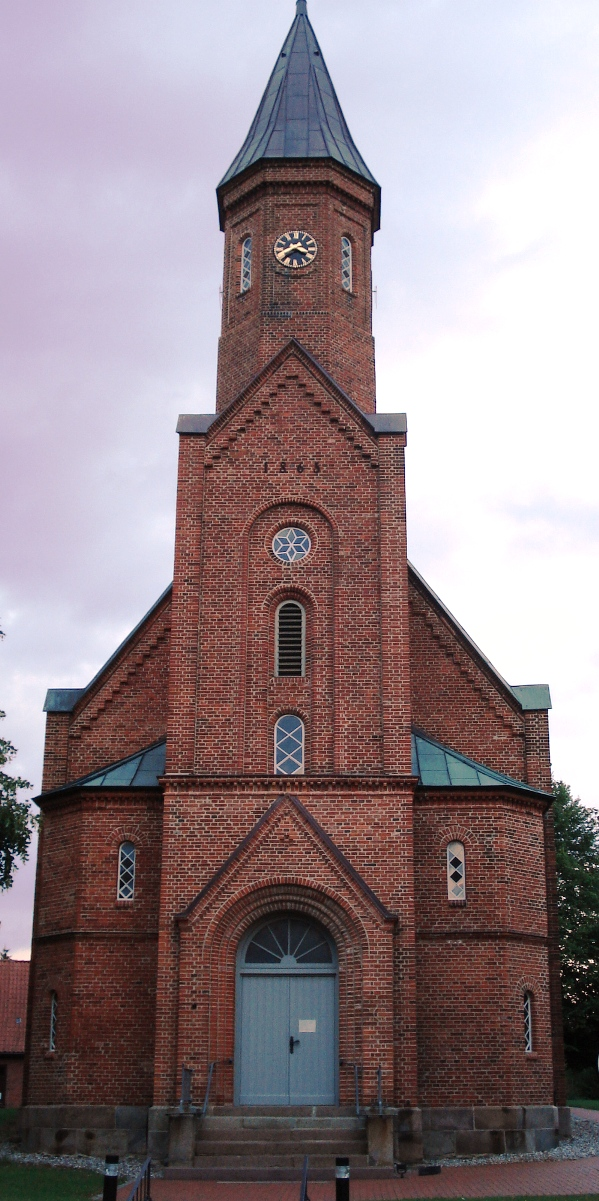
Der Turm der Sarauer Kirche

Die Sarauer Kirche ist die Kirche im Dorf Sarau – einem Ortsteil der Gemeinde Glasau – im Kreis Segeberg in Schleswig-Holstein.
Die befindet sich am westlichen Rand des Dorfes umgeben von dem (ehemaligen) Kirchanger.
Sie wird heute von der Ev.-luth. Kirchengemeinde Sarau für Gottesdienste genutzt.

## Gebäude
Es handelt sich um eine aus rotem Backstein errichtete einschiffige Saalkirche von ca. 35 m Länge und ca. 15 m Breite. An den Seiten des Kirchenschiffes bestehen die Wände bis in ca. einem Meter Höhe aus Feldsteinen. Das Kirchenschiff hat auf jeder Seite vier schmale und hohe Fenster. Daran schließt sich der Chor an. Das Kirchenschiff, der Chor und die Apsis werden durch ein dreiteiliges, mit roten Dachziegeln gedecktes Satteldach gedeckt. An der Süd- und Nordseite des Kirchenschiffes befinden sich kleinere Anbauten (Sakristeien).
Die Kirche hat einen das Dach des Kirchenschiffes überragenden Turm. Dieser hat unten einen quadratischen, oben einen oktogonalen Grundriss und wird durch einen mit Kupfer gedeckten Turmhaube abgeschlossen. Der im neogotischen Stil errichtete Turm wurde auf einem Fundament aus behauenen Feldsteinquadern errichtet und wird auf beiden Seiten durch Anbauten flankiert. Im Westen des Turmes befindet sich eine Tür.

## Geschichte
Die heutige Kirche ist die zweite Kirche an dem Standort und entstand nach 1629, der Turm entstand 1865.

### Erste Kirche
Die erste Kirche entstand im 12. Jahrhundert unter Bischof Vizelin und war eine der ersten Kirchen im östlichen Holstein.
Sie wurde an einer ehemaligen Thing-Stätte errichtet, an die die Thing-Eiche erinnert. Bei der ersten Kirche handelte es sich (höchstwahrscheinlich) um einen im romanischen Stil errichteten Bau aus mit Gipsmörtel verbundenen Feldsteinen, ähnlich den Vizelinkirchen in Neukirchen und Ratekau.
Das Patronat für diese um 1147 errichtete Kirche wurde 1197 dem Lübecker Domkapitel übertragen. Im 14./15. Jahrhundert ging es auf die Besitzer der 1837 abgebrochenen Wasserburg Glasau über.
Im Jahre 1629 kam es durch Unachtsamkeit in der Schmiede nahe der Kirche zu einem Feuer, bei dem große Teile des Dorfes und auch die Kirche abbrannten.

### Zweite, heutige Kirche
Der erforderliche Neubau der Kirche erfolgte nach 1629, wobei auf den alten Fundamenten ein (längerer) Neubau errichtet wurde. Anstelle eines Kirchturmes wurde separat ein hölzerner Campanile errichtet – auch durch die 1649 und 1650 neu gegossenen Glocken lässt sich die Errichtung der neuen Kirche zeitlich einordnen.
1865 wurde die Kirche durch den Glasauer Gutsherrn und Kirchenpatron Eugen von Reventlow renoviert. Bei dieser Gelegenheit wurde der Kirchturm errichtet und der hölzerne Glockenturm abgerissen. Im Jahr 2008 erfolgte eine erneute Renovierung der Kirche.

## Sonstiges

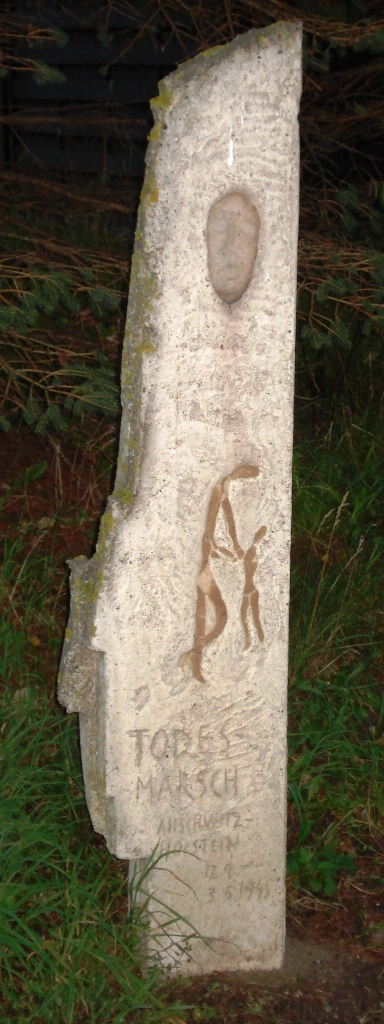
Erinnerungsstele an den KZ Fürstengrube-Todesmarsch

Westlich der Kirche befindet sich die Thing-Eiche Sarau und eine Stele, die an den KZ Fürstengrube-Todesmarsch erinnert.